# Aplidium rhabdocormi
Aplidium rhabdocormi is een zakpijpensoort uit de familie van de Polyclinidae. De wetenschappelijke naam van de soort is voor het eerst geldig gepubliceerd in 1990 door Nishikawa.